# Lizbeth Ovalle
Lizbeth Jacqueline Ovalle Muñoz (* 19. Oktober 1999 in Aguascalientes, Aguascalientes) ist eine mexikanische Fußballspielerin.

## Leben

### Verein
Ovalle steht seit Einführung der Liga MX Femenil in der Apertura 2017 bei den UANL Tigres unter Vertrag, mit denen sie alle bisher vom Verein errungenen sechs Meistertitel gewann.

### Nationalmannschaft
Mit der mexikanischen U-17-Nationalmannschaft nahm sie an der U-17-Weltmeisterschaft der Frauen 2016 und mit der mexikanischen U-20-Nationalmannschaft an der U-20-Weltmeisterschaft der Frauen 2018 teil.
Seit 2018 ist Ovalle Stammspielerin der mexikanischen Frauenfußballnationalmannschaft, mit der sie das Frauenfußballturnier der Panamerikanischen Spiele 2023 gewann und auf dem Weg zu diesem Erfolg beide Treffer zum 2:0-Sieg im Halbfinale gegen Argentinien erzielte.
Besonders torhungrig zeigte Ovalle sich zuletzt beim CONCACAF W Gold Cup 2024, bei dem sie in allen fünf Spielen der Mexikanerinnen mitwirkte und ebenso viele Tore erzielte: zwei zum späteren 8:0-Sieg im zweiten Gruppenspiel gegen die Dominikanische Republik sowie den Führungstreffer zum 1:0 im letzten Gruppenspiel beim historischen 2:0-Sieg gegen den Gastgeber USA. Beim 3:2-Sieg im Viertelfinale gegen Paraguay erzielte Ovalle ebenfalls zwei Treffer.

## Erfolge
UANL Tigres
- Mexikanischer Meister: Clausura 2018, Clausura 2019, Guard1anes 2020, Guard1anes 2021, Apertura 2022, Apertura 2023

Mexiko
- Sieger der Panamerikanischen Spiele 2023